# تار
تار (منمق باسم TÁR) هو فيلم درامي نفسي اميركي لعام 2022، من إخراج وتأليف تود فيلدمان، ومن بطولة كيت بلانشيت، عرض لأول مرة في سبتمبر 2022 في مهرجان البندقية السينمائي الدولي 79، إصدر مسرحيًا في الولايات المتحدة في 7 أكتوبر 2022 من قبل فوكس فيتشرز.

## روابط خارجية
- تار على موقع IMDb (الإنجليزية)
- تار على موقع ميتاكريتيك (الإنجليزية)
- تار على موقع روتن توميتوز (الإنجليزية)
- تار على موقع ألو سيني (الفرنسية)
- تار على موقع أول موفي (الإنجليزية)
- تار على موقع فيلمافينيتي (الإسبانية)
- تار على موقع قاعدة بيانات الأفلام السويدية (السويدية)
- تار على موقع قاعدة بيانات الفيلم (الإنجليزية)
- تار على موقع ليتربوكسد (الإنجليزية)
- تار على موقع كينوبويسك (الروسية)